# Mikoyan-Gurevich MiG-27
Il Mikoyan-Gurevich MiG-27 (МиГ-27 nome in codice NATO "Flogger D"), cacciabombardiere d'attacco sovietico, è la versione altamente specializzata per l'attacco e l'interdizione del MiG-23, dato che la versione BN di quest'ultimo non risultava totalmente soddisfacente per problemi di tipo sia motoristico che avionico. Largamente diffuso nell'aviazione frontale sovietica, ma esportato in pochi Paesi, dei quali l'India lo ha prodotto su licenza (con ritmi decisamente lenti, che ne hanno in parte compromesso il successo).

## Storia del progetto
Nei primi anni settanta i calcolatori vennero introdotti nell'avionica di bordo dall'ufficio tecnico Elektroavtomatika (Leningrado). Uno dei primi aerei militari a riceverne i benefici fu il MiG-25R, versione da ricognizione del MiG-25, che adottava il sistema di navigazione Peleng. L'avvento dei calcolatori digitali assicurarono nuove capacità di combattimento anche ai cacciabombardieri. Fu proprio il calcolatore a fare la differenza tra il MiG-27 ed i MiG-23B e MiG-23BN. Il primo nato della famiglia MiG-27 fu proprio il MiG-23BM o 32-25. Il prototipo, il 32-25/1 (numero distintivo sulla fusoliera 351) era un derivato del MiG-23B con motore Lyul'ka AL-21F-3. Il 17 novembre del 1972 il pilota collaudatore V. Ye. Menitsky volò con questo apparecchio per la prima volta. Il MiG-27 adottava una serie di modifiche che lo diversificavano dal predecessore.
Prima di tutto montava un cannone a 6 canne da 30 mm, il GSh-6-N-30, molto più potente del GSh-23L da 23 mm originale. Il nuovo cannone aveva munizioni ad alta potenza con la munizione standard 30 × 165 mm e si dimostrò un osso duro per gli ingegneri e per gli stessi piloti: la cadenza di tiro, 6 000 colpi al minuto, ed il forte rinculo erano difficili da sposare con l'aeroplano, ma malgrado ciò i problemi vennero risolti e l'arma venne inclusa nell'inventario.
Il carico esterno dell'aeroplano raggiunse i 4 000 kg, eguagliando il carico del Sukhoi Su-17M. Vennero adottati piloni ventrali BDZ-UMK, spostati un po' più esternamente sotto le prese d'aria del motore. Il MiG-27 inoltre era in grado di trasportare armamento nucleare tattico appeso all'apposito pilone BD-ZUSK. A questo scopo vennero montati dei pannelli di controllo ed un relativo sistema per l'inserimento dei codici di autorizzazione per disattivare il dispositivo di bloccaggio dell'arma, così come il sistema di messa in sicurezza delle armi. Oltre al calcolatore digitale venne montato il sistema di navigazione e controllo di tiro KN-23, che comprendeva a sua volta il calcolatore V-114 ed il sistema di controllo SAU-23B-1, il telemetro laser Fon ed il sistema di mira S-17VG.
I progressi introdotti nell'apparato radar e nei sistemi dei missili aria-superficie portarono all'introduzione di sistemi ECM (contromisure elettroniche), di un nuovo RWR SPO-10 Sirena-3 m (allarme di scoperta radar) e due distributori KDS-23 di esche radar e bengala (chaff e flare). La produzione del MiG-23BM iniziò nella fabbrica di Irkutsk. La scelta di tale fabbrica fu dettata anche dal fatto che il personale era familiare con questo tipo di struttura dato che aveva fabbricato il MiG-23UB a due posti, l'addestratore avanzato, dal 1970. Nel 1977 erano usciti di fabbrica ben 360 MiG-23BM. Dal febbraio del 1975 il MiG-23BM o izdelye 23BM venne rinominato MiG-27 e impiegato nella V-VS.
Verso la fine degli anni sessanta l'aeronautica sovietica, impressionata dagli sviluppi americani, aveva lanciato un programma di ricerca mirante a verificare se poteva essere impiegato operativamente un potente telemetro-designatore laser su un aereo d'attacco al suolo, col conseguente impiego di un'arma a guida laser (solitamente il missile segue il riflesso del raggio laser sul bersaglio).
Così, nel 1971, iniziarono i lavori sulla bomba a guida laser KAB-500, o meglio sul suo sistema di acquisizione del bersaglio. Nel 1972 il governo autorizzò anche la ricerca e lo sviluppo del missile Kh-29L. Per usare queste nuove armi occorreva però un nuovo derivato del MiG-27.
Il nuovo derivato uscì di fabbrica nel 1974, chiamato MiG-23BK o izdelye 32-26. Il 32-26/1 (con il numero identificativo 361), volò per la prima volta il 30 dicembre dello stesso anno, con il pilota collaudatore A. G. Fastovets ai comandi. Completati i collaudi dei nuovi e più sofisticati sistemi di navigazione ed acquisizione del bersaglio, il nuovo cacciabombardiere venne messo in produzione nella fabbrica di Irkutsk. Tra il 1976 ed il 1982 vennero costruiti 197 aeroplani designati come MiG-27K.
L'aeroplano introduceva il sistema di navigazione ed acquisizione del bersaglio PrNK-23K costruito attorno al nuovo calcolatore digitale Orbita-20-23K che permetteva una serie di nuove operazioni. La sezione del muso, ingrandita, ospitava il sistema di rilevamento laser/TV Kaira-1 sviluppato appositamente per l'aereo dall'ufficio tecnico Geofizika. Il visore TV del Kaira-1 aveva un sistema di intensificazione di immagine che poteva estendere le capacità BVR (oltre il campo visivo, beyond the visual range) di acquisizione del bersaglio in condizioni meteo avverse.
Anche il sistema di acquisizione laser era un valido aiuto per il pilota, il quale poteva illuminare il bersaglio, rilasciare il carico bellico e compiere piccole manovre evasive, sarebbe stato il calcolatore di bordo a mantenere il contatto col bersaglio. Era anche in grado di guidare l'armamento verso una specifica coordinata preprogrammata, nel caso in cui il bersaglio fosse mimetizzato, ma fosse nota la sua posizione.
La capacità di questa nuova macchina di portare a termine attacchi da un raggio d'azione effettivo delle armi diede la possibilità ai progettisti di fare piazza pulita delle pesanti piastre metalliche che corazzavano l'abitacolo, in particolare quelle sui fianchi della cabina. Ma ben presto gli sviluppatori ritornarono sui loro passi, dopo aver letto i rapporti dal fronte, montando nuovamente le piastre sugli apparecchi in riparazione o in aggiornamento, aggiungendo un dispensatore di esche antimissile BVP-50-60. Venne successivamente anche migliorato il sistema ECM Siren.
L'RWR SPO-10 fu rimpiazzato dal più efficiente SPO-15L Beryoza dello TsKB (ufficio di costruzioni centrale) Avtomatiki. Il Beryoza L era in grado sia di avvertire il pilota che il MiG-27 era stato illuminato da un radar nemico, che di identificare il tipo di radar, tenendo in memoria fino a sei diverse onde radar incidenti sull'aereo.
Nelle due LERX di nuovo disegno (leading edge root extension, estensioni del bordo d'attacco), ovverosia le carenature alla radice delle semiali, erano sagomate due antenne a banda larga che erano dirette in avanti. Le LERX, poi introdotte anche negli altri derivati del MiG-27, miglioravano la controllabilità dell'aereo ad alti angoli d'attacco, soprattutto durante decollo ed atterraggio.
Il nuovo equipaggiamento dava la possibilità al MiG-27 di caricare un più ampio ventaglio di armi, soprattutto quelle guidate. Ad esempio armamento laser guidato come Kh-25, Kh-29L e KAB-500L, più tardi anche le nuove KAB-500KR del tipo "lancia e dimentica" (o fire-and-forget), ovverosia totalmente autonome dopo lo sgancio.
Il MiG-27 poteva lanciare vari tipi di missile. Il Kh-23M era equipaggiato assieme al sistema di controllo Delta-NG (NG-2) in un contenitore esterno, che dava la possibilità di liberare prezioso spazio interno all'aeroplano ed al contempo di usare vari tipi di arma. Il MiG-27 era il primo apparecchio ad impiegare il missile Kh-25 e più tardi, nei primi anni '80 l'aereo venne nuovamente modificato per poter caricare i missili a guida semiattiva Kh-29L ed a guida TV Kh-29T.
I nuovi missili venivano agganciati al nuovo pilone AKU-58, il quale preveniva anche il surge del compressore del motore principale e danni all'aeroplano da parte del potente motore a razzo del Kh-29L. I missili aria-aria R-60M erano usati per l'autodifesa.
Nel 1978, il MiG-27 venne nuovamente modificato per collaudare il Kh-27PS, un missile antiradar con due sensori a guida passiva intercambiabili. Il designatore di bersaglio Vyuga era sistemato in un pacco esterno.
A metà degli anni 1980 venne collaudato il missile antiradar Kh-31P dalle eccellenti caratteristiche ed il MiG-27K è stato uno degli aerei coinvolti nelle prove. Durante i collaudi, vennero agganciati ai piloni AKU-58 ed un contenitore per il registratore dei dati di volo. La ricerca dei radar in funzione e la programmazione della testa cercante vennero effettuati prima del lancio dall'unità di controllo alloggiata in un contenitore rimovibile.
Negli anni 1976-1977, il MiG-23BK è servito come modello di riferimento per lo sviluppo del MiG-27R, ricognitore tattico dotato di un radar aviotrasportato a ricerca laterale (SLAR, side-looking airborne radar) installato in un contenitore ventrale.

## Utilizzatori
Russia
- Voenno-vozdušnye sily Rossijskoj Federacii

 India
- Bhāratīya Vāyu Senā

165 MiG-27ML Flogger-J entrati in servizio dal 1984, gli ultimi dei quali sono stati ritirati dal servizio a dicembre 2019.